# Formosa Airlines
Formosa Airlines (國華航空T, Guóhuá HángkōngP) era una compagnia aerea regionale taiwanese che operava una vasta rete di rotte nazionali dalle sue basi all'Aeroporto di Taipei-Songshan e all'Aeroporto Internazionale di Kaohsiung. La sua sede principale si trovava a Taipei.

## Storia
La società era stata fondata il 5 maggio 1966 come Yung Shing Airlines (永興 航空T, Yongxing HángkongP), e le operazioni iniziarono il 1º luglio. Per il primo decennio della sua esistenza venivano offerti solo servizi di irrigazione del raccolto, prima di passare ai voli passeggeri. Con la sua piccola flotta di Britten-Norman Islander e Cessna 404, la Yung Shing Airlines collegava una serie di destinazioni nazionali, in particolare Taitung con la periferia di Orchid Island e Green Island. Nel 1983 il Dornier 228 si viene aggiunto alla flotta, e sarebbe rimasto una parte importante per le operazioni della compagnia aerea nel corso degli anni.
L'8 agosto 1987 la compagnia fu ribattezzata Formosa Airlines (riflettendo il nome storico di Taiwan) e trasferì la sua sede a Taipei, con l'aeroporto di Taipei-Songshan che divenne la sua base principale. Nel 1988 Formosa Airlines divenne il primo operatore in Estremo Oriente del Saab 340, con una capacità di 37 passeggeri per il tipo di aeromobile allora più grande. Nel 1996 questa sottoflotta crebbe fino a raggiungere nove aerei. I piani per trasformare la compagnia aerea in una compagnia registrata a Hong Kong al fine di poter trasportare passeggeri tra Taiwan e la Cina erano stati proposti nel 1989, ma non si sono mai concretizzati. Formosa Airlines divenne un operatore di aerei a reazione nel 1995, quando furono comprati due Fokker 100 da 109 posti, insieme a 5 aerei di linea turboelica Fokker 50 più piccoli.
Nel luglio 1996 China Airlines comprò una quota del 41% di Formosa Airlines e ne assunse la gestione, con l'obiettivo di migliorare il suo scarso livello di sicurezza (vedi sotto) e di trasformare l'Aeroporto Internazionale di Kaohsiung in uno hub nazionale. Quando EVA Air, il principale concorrente di China Airlines, unì le sue controllate nazionali per creare Uni Air nel 1998, fu annunciata una fusione simile per Formosa Airlines e Mandarin Airlines, mantenendo quest'ultimo nome. L'8 agosto 1999 la fusione viene ultimata: Formosa Airlines, con i suoi allora 620 dipendenti e un certo numero di velivoli a corto raggio, fu combinata con Mandarin, con la consegna di tutti gli aerei a lungo raggio della Mandarin alla China Airlines.

## Destinazioni
Formosa Airlines operava voli di linea verso le seguenti destinazioni:
| Destinazioni  | Aeroporto                                               |
| ------------- | ------------------------------------------------------- |
| Green Island  | Aeroporto di Lyudao                                     |
| Hualien       | Aeroporto di Hualien                                    |
| Kaohsiung     | Aeroporto Internazionale di Kaohsiung (base secondaria) |
| Kinmen        | Aeroporto di Kinmen                                     |
| Magong        | Aeroporto di Penghu                                     |
| Orchid Island | Aeroporto di Lanyu                                      |
| Qimei         | Aeroporto di Qimei                                      |
| Taichung      | Aeroporto di Taichung                                   |
| Taipei        | Aeroporto di Taipei-Songshan (base principale)          |
| Taitung       | Aeroporto di Taitung                                    |

## Flotta
Prima della fusione:
- 9 Saab 340 (1 schiantato)
- 2 Dornier 228 (entrambi precipitati)
- 7 Fokker 50
- 2 Fokker 100

### Flotta storica
- Douglas DC-6
- Britten-Norman BN-2 Islander
- Cessna 404 Titan

## Incidenti
- 9 ottobre 1983 - Un Britten-Norman Islander (registrato come B-12202) della Yung Shing Airlines rimase danneggiato irreparabilmente in un incidente durante l'atterraggio all'aeroporto di Orchid Island. Le dodici persone a bordo sopravvissero.[17]
- Un altro incidente a Orchid Island coinvolse un aereo della Formosa Airlines (la compagnia era stata ribattezzata da allora) si verificò il 14 agosto 1990. Un Dornier 228 (registrato B-12268) con configurazione cargo si stava avvicinando all'aeroporto quando si schiantò a 15 metri dalla pista soglia, uccidendo i due piloti.[18]
- 28 febbraio 1993 - Le sei persone - due piloti e quattro passeggeri - a bordo dell'unico altro Dornier 228 (registrato B-12238) morirono quando l'aereo si schiantò in mare durante un tentativo di atterraggio a Orchid Island sotto una forte pioggia.[19]
- 14 giugno 1993 - Un altro Dornier 228 della Formosa Airlines (registrato B-12298) partito da Taitung fu danneggiato irreparabilmente quando il suo carrello d'atterraggio entrò in collisione con una recinzione dell'aeroporto in un tentativo di atterraggio all'aeroporto di Green Island. I 20 passeggeri e i due piloti sono sopravvissuti.[20]
- Nel 1995, Formosa Airlines perse due dei suoi Dornier 228 in soli tre giorni. Il 15 giugno, alle 15:07 ora locale, si è verificato un incidente di belly Landing all'aeroporto di Taitung. L'aereo, registrato come B-12288, era partito da Green Island.[21] Il 18 giugno i piloti del Dornier B-12208 persero il controllo durante il rullaggio all'aeroporto di Green Island, scivolando in un fosso.[22] Ogni volo aveva 17 passeggeri a bordo, tutti sopravvissuti.
- 5 aprile 1996 - Sei passeggeri del volo 7613, partito da Taipei, persero la vita quando l'aereo, un Dornier 228 registrato B-12257, si schiantò in mare al largo dell'aeroporto di Matsu Beigan alle 16:25 ora locale. In condizioni di scarsa visibilità i piloti erano scesi troppo ripidamente. Undici sopravvissuti.[23]
- Il peggior incidente nella storia della Formosa Airlines è avvenuto il 10 agosto 1997, sempre sulla rotta Taipei-Matsu. Alle 08:33 ora locale, il volo 7601 (un altro Dornier 228, registrato come B-12256) colpì le cime degli alberi e una torre idrica a seguito di un tentativo di atterraggio interrotto durante un forte temporale. Tutte le persone a bordo (due piloti e quattordici passeggeri) morirono quando l'aereo si è schiantato a 1 chilometro dall'aeroporto di Matsu Beigan, esplodendo in fiamme.[24]
- A seguito di un altro disastro aereo, del volo 7623, che uccise 13 persone il 18 marzo 1998, Formosa Airlines fu messa a terra fino al 1 aprile,[13] poiché fu stabilito che i piloti non avevano rispettato le procedure operative standard. Il Saab 340 (registrato come B-12255) con otto passeggeri e cinque membri dell'equipaggio a bordo, si schianta per pochi minuti contro un volo passeggeri di linea da Hsinchu a Kaohsiung, alle 19:32 ora locale. Durante il controllo pre-volo i piloti avevano notato che diversi strumenti non erano disponibili, tra cui l'autopilota e il sistema elettronico di strumenti di volo (EFIS). Violando la lista dell'equipaggiamento minimo, secondo la quale l'aereo avrebbe dovuto essere considerato in una condizione di non-volo, i piloti decisero comunque di decollare. In volo, l'aereo si comportartò in modo imprevisto, poiché i bordi d'attacco delle ali non potevano essere mantenuti a temperature uguali a causa della mancanza di spurgo dell'aria, causando una perdita di controllo.[25]